# الرايخستاغ (اتحاد شمال ألمانيا)

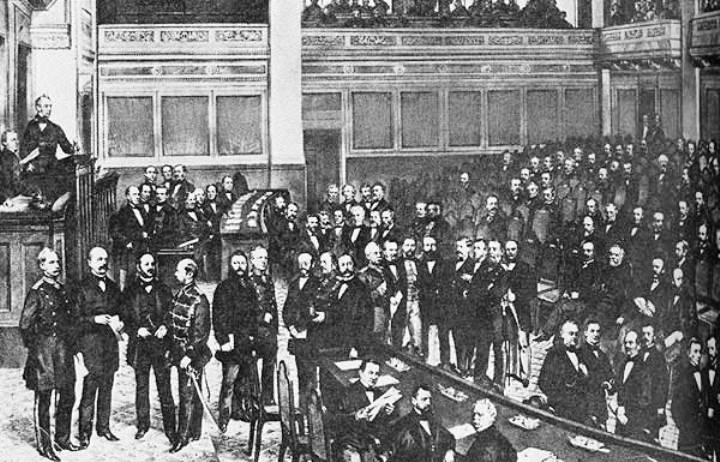
الاجتماع الافتتاحي للرايخستاغ لاتحاد شمال ألمانيا في 24 فبراير 1867

كان الرايخستاغ برلمان اتحاد شمال ألمانيا ( (بالألمانية: Norddeutscher Bund)‏، تأسس بعد الحرب النمساوية البروسية عام 1866. كان يعمل حتى إنشاء الإمبراطورية الألمانية في عام 1871. وعقد جلسات برلمانية في نفس المبنى مثل مجلس الشيوخ لاندتاج البروسي، مجلس اللوردات البروسي، الذي يقع في 3 Leipziger Straße في برلين، ألمانيا. الموقع نفسه هو الآن موطن البوندسرات الاتحادي الألماني.

## انتخابات فبراير 1867
على أساس الدستور الجديد، تم انتخاب برلمان تأسيسي على أساس الاقتراع العام في 12 فبراير 1867. تم تقسيم منطقة اتحاد شمال ألمانيا إلى 297 دائرة انتخابية، حيث انتخب الأغلبية المطلقة مباشرة عضوًا في البرلمان. في حالة عدم وصول أي مرشح إلى الأغلبية المطلقة في الاقتراع الأول، يتم إجراء جولة إعادة بين أفضل المرشحين. على الرغم من الانتقادات الكبيرة لاتحاد شمال ألمانيا، خاصة في المناطق التي ضمتها بروسيا في عام 1866، لم تكن هناك مقاطعات للانتخابات. بشكل عام، كانت نسبة المشاركة التي بلغت 65 ٪ تقريبًا أعلى بكثير من الانتخابات السابقة للاندتاج البروسي. حاولت الحكومة التأثير على الانتخابات، ولكن مع ذلك عكست النتائج المزاج السياسي للسكان. تم تشكيل الأغلبية من قبل الحزب الليبرالي الوطني، والحزب التقدمي، والمحافظين الليبراليين ( (بالألمانية: Freikonservativen))‏. كان هناك أيضًا بعض النواب الأكثر ليبرالية. تشكل الكتلة معًا 180 من 297 مقعدًا وشكلت كتلة رئيسية من الدعم المحتمل لسياسات بسمارك. وقد واجه ذلك 63 محافظًا قديمًا و 13 نائبًا بولنديًا و 18 متخصصًا و 19 عضوًا في الحزب التقدمي. تم تمثيل حزب الشعب السكسوني المناهض للبروسيا ضد أوغست بيبل ورينولد سكرابز.